# Río Séverni Klujor
El río Séverni Klujor (en ruso: Северный Клухор) es un río del sur de la república de Karacháyevo-Cherkesia, en Rusia, en el raión de Karacháyevsk y la reserva natural de Teberdá. Junto con el Chotchasu, forma el río Klujor o río Gonachjir, que desemboca en el río Teberdá, afluente del rio Kubán.

## Curso
El río nace en el lago Klujor superior y parte hace el suroeste cayendo sobre el lago inferior. Le alimentan las nieves y el glaciar Jakel al este del pico Chotcha. Tras salir del lago, continúa hacia el oeste y el noroeste bajando su valle durante 5 km, en los cuales recibe por su orilla izquierda al arroyo Jak-Kiul (viene del glaciar Jakel), hasta alcanzar su confluencia con el río Chotchasu, dando origen al río Klujor. Por su orilla derecha pasa la ruta de la carretera militar de Sujumi hacia el paso de Klujor, por el campamento Séverni priut.